# Kyle Vinales
Kyle Vinales (Detroit, 18 giugno 1992) è un cestista statunitense con cittadinanza portoricana.